# El Paramillo
El Paramillo es una localidad y distrito ubicado en el departamento Lavalle, provincia de Mendoza, Argentina. 
Se encuentra en el norte del oasis del río Mendoza, 6 km al sudeste de Villa Tulumaya, cabecera departamental.
En la localidad se encuentra el sistema de tratamiento de efluentes del Gran Mendoza. Cuenta con un puesto de salud.